# Jean Colombe

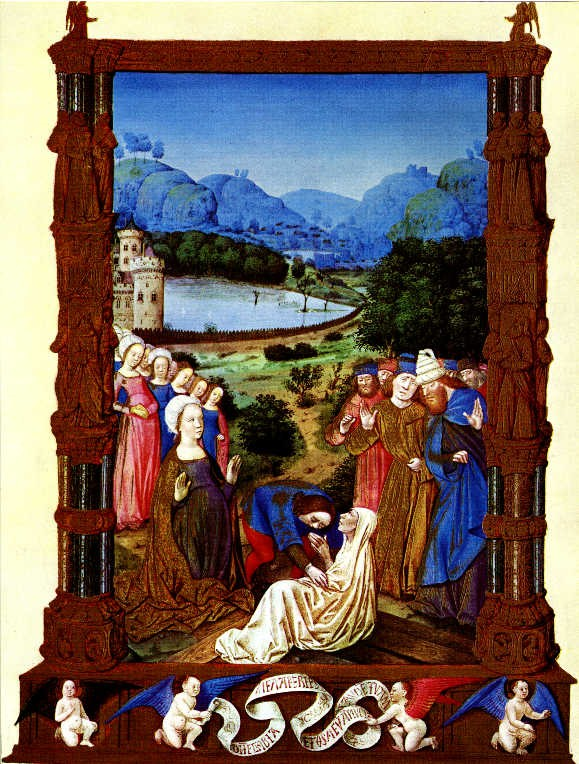
Miniatur Jean Colombes aus den Très Riches Heures

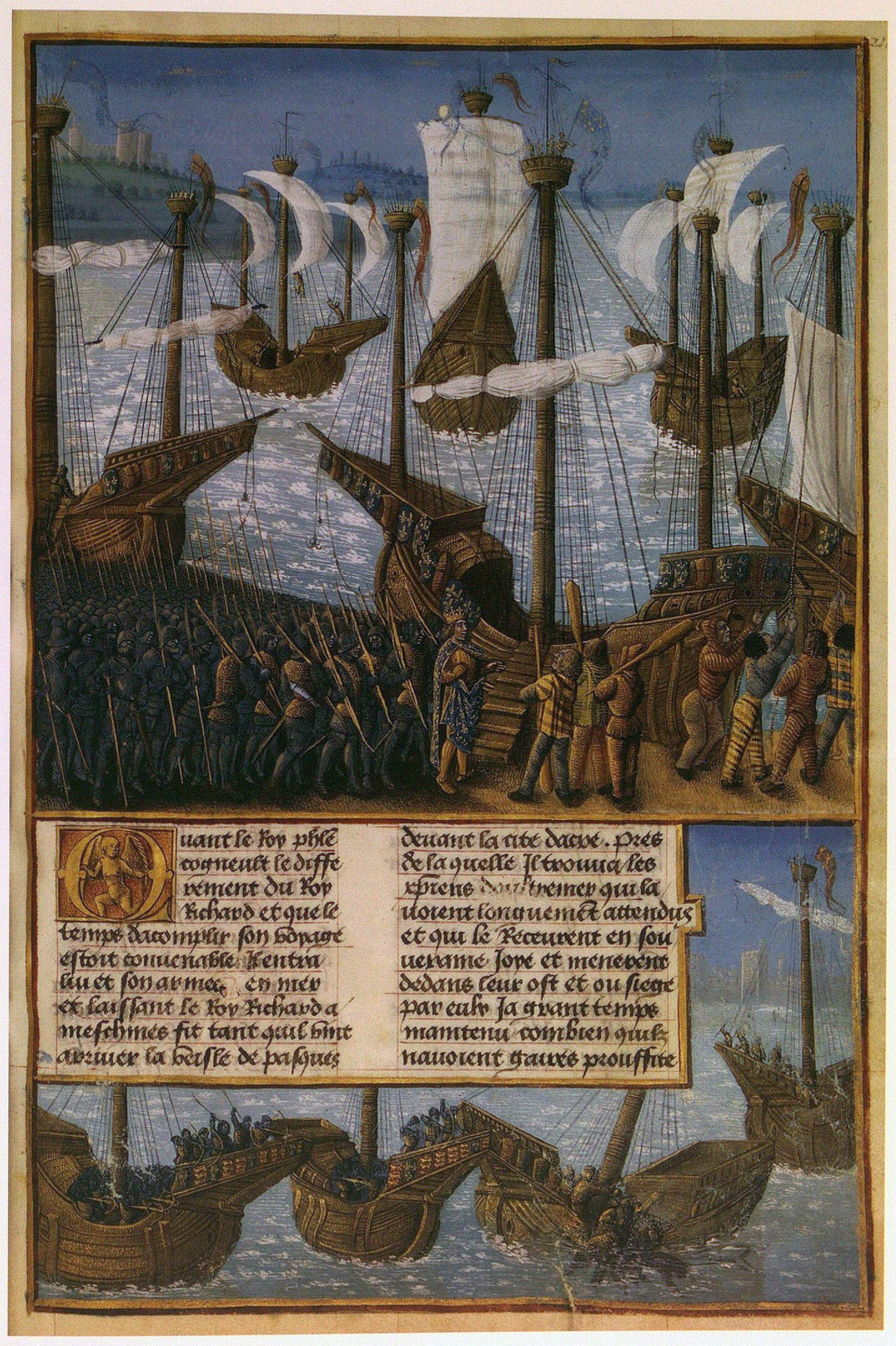
König Philipp II. von Frankreich mit seinem Heer bei der Abfahrt zum Dritten Kreuzzug; unten Versenkung eines feindlichen Schiffes. Buchmalerei Jean Colombes in den Passages d’outremer des Sébastien Mamerot in der 1474/1475 angefertigten Handschrift Paris, Bibliothèque nationale de France, Fr. 5594, fol. 211r

Jean Colombe (* um 1430; † um 1493) war ein französischer Buchmaler, der ab 1463 in Bourges nachweisbar ist. Er war wohl der Bruder des Bildhauers Michel Colombe. Jean Colombe stand unter anderem im Dienst der Königin Charlotte von Savoyen und wird ab 1486 auch als Hofminiator des Herzogs Karl I. von Savoyen genannt. Aus dieser Zeit stammt auch die heute zwischen Paris und Brüssel aufgeteilte Histoire de Merlin, die vom Meister des Charles de France begonnen und von Colombe wohl ebenfalls im Auftrag des savoyardischen Herzogs vollendet wurde. Jean Colombe hatte zwei Söhne, Philibert und François, von denen der ältere, Philbert, 1493/94 das Haus in Bourges übernahm. François muss vor dem 15. Mai 1512 verstorben sein, während er mit seinem Onkel Michel Colombe am Grabmal des verstorben savoyardischen Herzogs Philibert von Savoyen in Brou im Auftrag von Margarete von Österreich arbeitete.
Colombe illuminierte um 1475 für Louis de Laval das Werk von Sébastien Mamerot: Les Passages d'oultre mer du noble Godefroy de Bouillon, du bon roy Saint Loys et de plusieurs vertueux princes. Um 1472 hatte er bereits die ebenfalls von Mamerot redigierte histoire des neuf preux et des neuf preuses zusammen mit dem nach dieser Handschrift benannten Meister des Wiener Mamerot ebenfalls für Louis de Laval illuminiert. Um 1485 vollendete er im Auftrag des Herzogs von Savoyen die berühmte Handschrift der Très Riches Heures, die die Brüder von Limburg für den Duc de Berry bis 1416 begonnen hatten. Für den gleichen Auftraggeber hat er zwischen 1485/89 die Apokalypse der Herzöge von Savoyen vollendet, die zwischen 1428 und 1434 von Jean Bapteur und Péronet Lamy begonnen wurde.
Zu den wichtigsten Arbeiten Colombes zählt das um 1469/70 begonnene und  wohl zehn Jahre später vollendete Stundenbuch für Louis de Laval. Er steht in der Nachfolge Jean Fouquets, ohne dessen Meisterschaft zu erreichen. Trotzdem scheint er der dominierende Miniaturmaler seiner Zeit mit einer großen Werkstatt gewesen zu sein und unter anderem die Schule von Rouen nachhaltig beeinflusst zu haben.